# خور (کرج)
خور روستایی از توابع شهر کرج در استان البرز می‌باشد. در ۱۷ کیلومتری شهر کرج و در مسیر جاده چالوس بوده و از جاده انحرافی خور به خوزنکلا به طول ۱۵ کیلومتر به روستای خوش آب و هوای خور در دل کوه‌های البرز می‌رسیم. پیست اسکی خور به طول ۱۸۰۰ متر و داشتن ۱۸ میله طولانی‌ترین پیست اسکی ایران می‌باشد.
ازنظر جاذبه های گردشگری، این منطقه بسیار جذاب 
می باشد .
اهالی خور مانند دیگر ساکنین منطقه به زبان تاتی صحبت می‌کنند.
مردمان این روستا تماما در نظام و ادارات کشور جمهوری اسلامی هستند اگر دوستان خوری دارید کارتان راه می افتد

## جمعیت
جمعیت این روستا بر اساس سرشماری۱۳۹۵ ، ۲۹۳ نفر (۱۰۷خانوار) بوده است. 

## جاذبه‌های گردشگری روستای خور
روستای خور البرز از توابع شهر کرج در استان البرز و در ۱۷ کیلومتری کرج و در مسیر جادهٔ چالوس قرار دارد. این روستا افزون بر طبیعت زیبا دارای پیشینهٔ تاریخی نیز است. به نظر می‌رسد نامگذاری روستای خور به دلیل آب و هوای خوب و مناسب، ابتدا از واژگان خوب یا خرداد گرفته شده و با مرور زمان تبدیل به خور شده‌است. از جاذبه‌های روستای خور می‌توان به «آبشار خور»، «پیست اسکی خور»  اشاره کرد. این پیست به طول ۱٬۸۵۰ متر و داشتن ۱۸ میله طولانی‌ترین پیست اسکی ایران است. از دیگر جاذبه‌های این روستا، «قله گندم چال»، «بقعهٔ امامزاده شاهزاده عسکری» و «تپهٔ دژبر» است.

### آبشار خور البرز
آبشار خور در مجاورت روستای خور در استان البرز و در فاصلهٔ ۱۷ کیلومتری جادهٔ کرج-چالوس  واقع شده‌است.

### پیست اسکی خور (Khur Ski Resort)
پیست اسکی خور با ارتفاعی در حدود ۲٬۸۰۰ تا ۳٬۰۰۰ متر از سطح دریا، در استان البرز و در نزدیکی سد امیرکبیر (سد کرج)، در کنار روستای تاریخی خور جای دارد. برای رسیدن به این پیست اسکی در ۲۳ کیلومتری جادهٔ کرج-چالوس، پیش از ورودی تأسیسات سد امیرکبیر، باید از راه فرعی مسیر را به سمت غرب پی گرفت و از روستاهای ارنگه و روستای جی گذر کرد.

### قلهٔ گندم‌چال
قلهٔ گندم‌چال (پهنه‌سار یا پشته‌بند) در کوه‌های روستای خور البرز است. این قله از قله‌های البرز مرکزی به ارتفاع ۳۳۷۰ متر در بین جادهٔ چالوس و جادهٔ سولقان قرار گرفته‌است. قلهٔ پهنه‌سار از شمال به قله‌های شهرستانک، از غرب به روستای خور و جادهٔ چالوس، از شرق به دهکدهٔ سنگان و جادهٔ سولقان و از جنوب به منطقهٔ وردآورد منتهی می‌شود. این منطقه به هیچ عنوان بدون تجهیزات حرفه‌ای کوهنوردی قابل دسترس نیست.

### بقعهٔ متبرکه امامزاده شاهزاده عسکری (ع)
این بقعه در جنوب غربی روستای خور، ارنگه در مسیر جادهٔ چالوس قرار دارد. ساختمان این مکان زیارتی از یک بنای کوچک چهارگوش و ایوانی در چهار طرف آن تشکیل شده که ضریح چوبی امامزاده در آن نصب شده‌است.

### تپهٔ دژبر
تپهٔ دژبر در اسناد باستانی ادارهٔ میراث فرهنگی به همین نام به ثبت رسیده است نیز قرار دارد.